# Военно-морской институт США
Военно-морской институт США (англ. United States Naval Institute; сокр. USNI) — американский аналитический центр, некоммерческая организация, профессиональная военная ассоциация военно-морских экспертов США, которая ориентируется на независимую от Правительства США экспертизу в обсуждении вопросов национальной обороны и безопасности США и развития ВМФ США.

## История и деятельность
Помимо издания журналов и книг, Военно-морской институт проводит несколько ежегодных конференций. Организация не имеет официальных или финансовых связей с Военно-морской академией США или ВМФ США, хотя функционирует на базе ресурсов Военно-морской академии США на основании разрешения предоставленного актом Конгресса США.
Экспертные заключения USNI широко используются военно-морскими обозревателями и СМИ.
Основанный в 1873 году, военно-морской институт в настоящее время насчитывает около 100 000 членов, в основном активных и бывших сотрудников ВМФ США, корпуса морской пехоты и береговой охраны. Организация также имеет членов более чем в 90 странах.
Миссия Военно-морского института состоит в том, чтобы «обеспечить независимый форум для тех, кто осмеливается читать, думать, говорить и писать, чтобы способствовать профессиональному, литературному и научному пониманию морской мощи и других вопросов, критически важных для глобальной безопасности».
Руководит организацией бывший Верховный главнокомандующий объединёнными вооружёнными силами НАТО в Европе, адмирал флота США, Джеймс Джордж Ставридис. Генеральный директор организации — Питер Хастен Дейли, вице-адмирал ВМФ США.